# Macrourus carinatus
Macrourus carinatus és una espècie de peix de la família dels macrúrids i de l'ordre dels gadiformes.

## Morfologia
- Els mascles poden assolir 100 cm de llargària total.[2]

## Hàbitat
És un peix marí d'aigües profundes que viu entre 200-1200 m de fondària, tot i que, normalment ho fa entre 500-800.

## Distribució geogràfica
Es troba a les aigües temperades i subantàrtiques d'ambdós vessants de Sud-amèrica, les Illes Malvines, Sud-àfrica, les Illes Crozet i Nova Zelanda.

## Longevitat
Pot arribar a viure 19 anys.

## Interès comercial
L'Argentina exporta aquesta espècie als Estats Units.